# Isle-Aumont
Isle-Aumont település Franciaországban, Aube megyében. Lakosainak száma 490 fő (2022. január 1.). Isle-Aumont Les Bordes-Aumont, Moussey, Saint-Thibault és Villemereuil községekkel határos.

## Népesség
A település népessége az elmúlt években az alábbi módon változott:
| Lakosok száma | 165  | 367  | 558  | 519  | 503  | 488  | 472  | 462  | 460  | 490  |
|               | 1968 | 1982 | 1990 | 2006 | 2013 | 2015 | 2017 | 2019 | 2020 | 2022 |